# État libre d'Oldenbourg
1919–1946
Entités précédentes :
- Grand-duché d’Oldenbourg

Entités suivantes :
- Basse-Saxe
- Schleswig-Holstein
- Rhénanie-Palatinat

L’État libre d’Oldenbourg (Freistaat Oldenburg) est l’un des Länder constitutifs de la république de Weimar, succédant au grand-duché d’Oldenbourg lors de la chute de l’Empire allemand et l’abdication du grand-duc Frédéric-Auguste II.
Sa capitale est Oldenbourg.

## Sous le Troisième Reich
En 1937, il perdit les districts de l’enclave d'Eutin, près de la côte de la Baltique, et de Birkenfeld au sud-ouest de l’Allemagne qui alla à la Prusse et gagna la ville de Wilhelmshaven, mais ces modifications territoriales ne furent qu’une formalité puisque le régime hitlérien avait de facto aboli les Länder en 1934. 
Troisième Reich :
Sous le Troisième Reich, l’État libre d’Oldenbourg et la ville libre de Brême sont placés sous l’autorité administrative d’un même Reichsstatthalter.  
Au niveau du parti unique NSDAP fut constituée une Reichsgau de Weser-Ems (chef-lieu à Oldenbourg dont le Gauleiter cumulait cette fonction avec celle de Reichsstatthalter d’Oldenbourg/Brême. 
Deux Reichsstatthalter-Gauleiter se succédèrent :
- 1933-1942 : Carl Röver
- 1942-1945 : Paul Wegener (gauleiter)

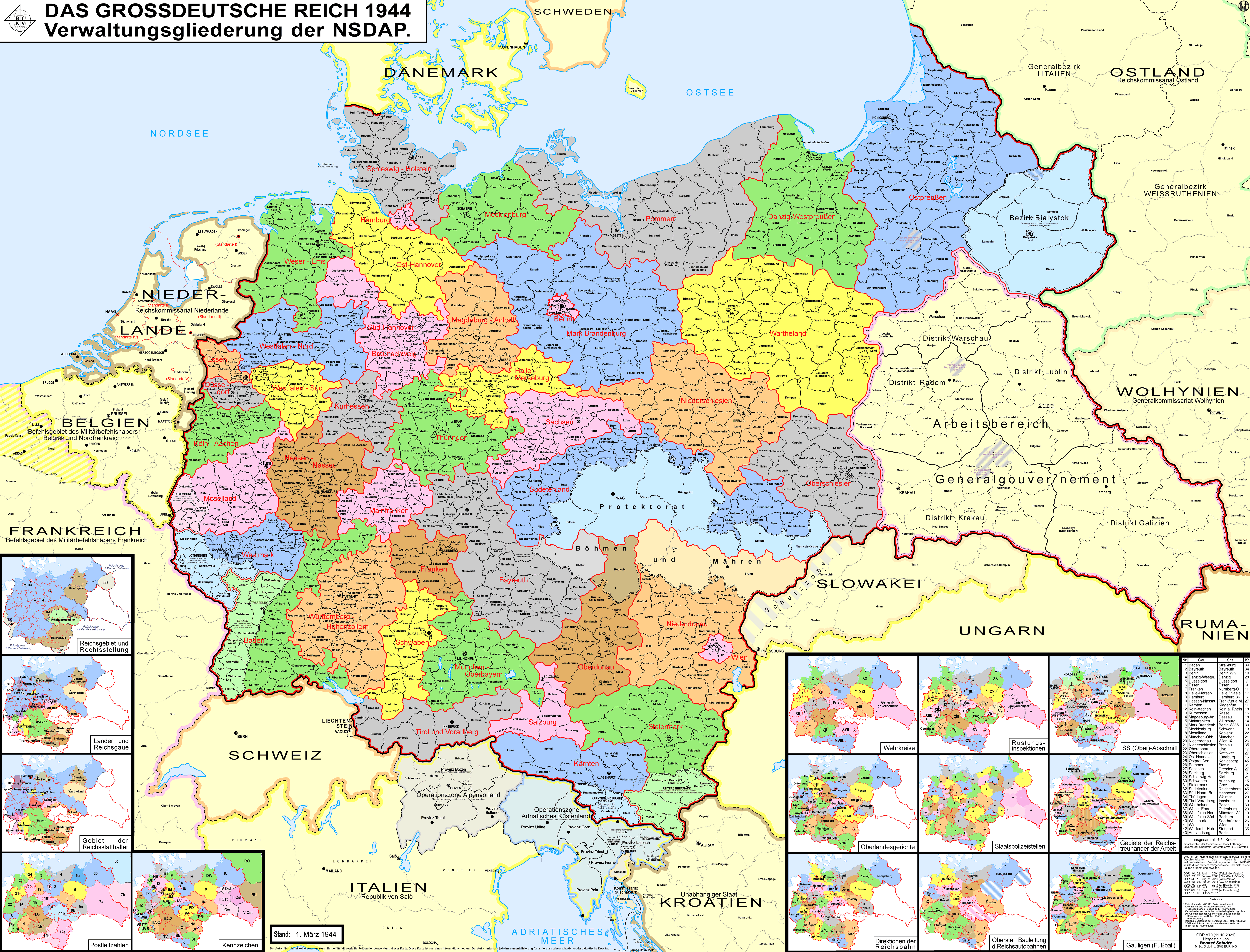
Carte des Gaue du NSDAP en 1944.

 Après la Seconde Guerre mondiale : 
Après la Seconde Guerre mondiale, l’Oldenbourg intégra le nouveau Land de Basse-Saxe en tant que la région administrative (Verwaltungsbezirk) d’Oldenbourg (district administratif d'Oldenbourg (de)).
Quant aux deux anciennes enclaves, elles font désormais partie des Länder de Schleswig-Holstein et de Rhénanie-Palatinat.
Cette subdivision administrative est maintenant scindée entre plusieurs subdivisions administratives de la Basse-Saxe, dont deux conservent le nom d’Oldenbourg :
1. un arrondissement (Landkreis en allemand), l’arrondissement d’Oldenbourg (chef-lieu à Wildeshausen) et
2. une ville-arrondissement, la ville d’Oldenbourg.